# Kanton Mormant
Kanton Mormant is een voormalig kanton van het Franse departement Seine-et-Marne. Het kanton maakte deel uit van het arrondissement Melun.
 Het werd opgeheven bij decreet van 18 februari 2014 met uitwerking in maart 2015.

## Gemeenten
Het kanton Mormant omvatte de volgende gemeenten:
- Andrezel
- Argentières
- Aubepierre-Ozouer-le-Repos
- Beauvoir
- Bombon
- Bréau
- Champdeuil
- Champeaux
- La Chapelle-Gauthier
- Clos-Fontaine
- Courtomer
- Crisenoy
- Fontenailles
- Fouju
- Grandpuits-Bailly-Carrois
- Guignes
- Mormant (hoofdplaats)
- Quiers
- Saint-Méry
- Saint-Ouen-en-Brie
- Verneuil-l'Étang
- Yèbles